# Kate Moss

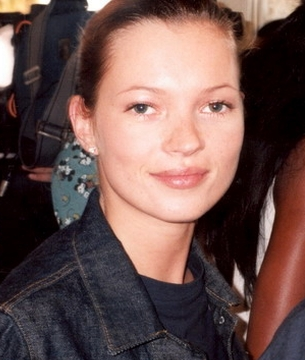
Kate Moss 2005.

Katherine Ann "Kate" Moss, född 16 januari 1974 i Addiscombe i Croydon i London, är en brittisk supermodell och affärskvinna. Hon är en av världens mest kända och bäst betalda modeller genom tiderna.

## Biografi
Moss upptäcktes som 14-åring på en flygplats av modellscouter. Karriären tog snabbt fart och hon blev ansiktet utåt för stilidealet som kom att kallas heroin chic. Moss tidigare mycket magra utseende har kritiserats av de som menar att modevärlden på detta sätt idealiserar ett onaturligt kvinnligt ideal och 2009 fick hon kritik för sitt motto Nothing tastes as good as skinny feels.
Kate Moss är halvsyster till modellen Lottie Moss (född 1998). Kate Moss var under en tid tillsammans med skådespelaren Johnny Depp. Hon hade under ett par år även ett ostadigt förhållande med musikern Pete Doherty. Hon var från juli 2011 gift med Jamie Hince, gitarristen i den brittiska rockduon The Kills; paret skilde sig 2016. Moss har dottern Lila Grace från en tidigare relation med förläggaren Jefferson Hack (född 1971).
Kate Moss hamnade i blåsväder då bilder på henne snortandes kokain publicerades i den brittiska tabloiden Daily Mail i augusti 2005. Många företag valde att säga upp sina kontrakt med henne däribland svenska H&M. Det var många som efter händelsen ansåg att hennes karriär var slut, men efter en vistelse på rehab kom hon tillbaka och 2006 valde många företag att åter använda henne i sina kampanjer.
Hon spelade år 2002 tillsammans med Primal Scream in en cover på Nancy Sinatra och Lee Hazelwoods "Some Velvet Morning".